# Xã Sodus, Quận Lyon, Minnesota
Xã Sodus (tiếng Anh: Sodus Township) là một xã thuộc quận Lyon, tiểu bang Minnesota, Hoa Kỳ. Năm 2010, dân số của xã này là 283 người.